# Los Minerales
Los Minerales – jednostka osadnicza w Stanach Zjednoczonych, w stanie Teksas, w hrabstwie Webb.